# Territoire des Comores
1946–1975
Entités précédentes :
- Colonie de Madagascar

Entités suivantes :
- Collectivité territoriale de Mayotte
- État comorien

Le territoire des Comores était un territoire d'outre-mer (TOM) français détaché de la colonie de Madagascar le 27 octobre 1946 et composé des quatre îles principales de l'archipel des Comores (Grande Comore, Mohéli, Anjouan et Mayotte). Il faisait partie de l'Union française sous la Quatrième République (1946-1958), puis de la Communauté française instaurée par la Constitution de la Cinquième République à partir de 1958.
En 1975, à la suite d'une consultation de la population de l'archipel, le territoire est divisé : trois des quatre îles (Grande Comore, Mohéli et Anjouan) prennent leur indépendance en constituant le nouvel État comorien, tandis que Mayotte choisit de rester un territoire d'outre-mer français, lequel territoire deviendra le 101e département français en date du 31 mars 2011.

## Histoire
- 1946
  - Loi du 9 mai 1946 conférant une autonomie administrative et financière à l’archipel des Comores.
  - Décret du 24 septembre 1946 portant réorganisation administrative de l’archipel des Comores, nomination du gouverneur notamment par décret sur proposition du ministre de l’administrateur supérieur.
  - décret du 25 octobre 1946 portant création d’un conseil général dans l’archipel des Comores.
- décret du 22 juillet 1957, à partir de la Loi-cadre Defferre du 23 juin 1956 modifiant le statut du TOM. Le territoire bénéficie d'une semi-autonomie et d'un gouvernement. Les quatre députés mahorais demandent la départementalisation. Les deux collèges électoraux, de droit local et de droit commun, sont fusionnés.
- 1958
  - Le 20 mai 1958, la décision de transférer le chef-lieu à Moroni, à Grande Comore, est prise, malgré l'opposition des élus de Mayotte.
  - Le 28 septembre 1958, référendum pour l'adoption du statut d’État membre de la communauté[2].
  - Le 2 novembre 1958 pour protester contre le transfert de chef-lieu, plusieurs centaines de mahorais se réunissent au congrès des notables qui sera à l'origine du MPM, anti-indépendantiste[3]
- Loi du 22 décembre 1961 concernant le régime d'autonomie de gestion[2], les quatre députés mahorais s'y opposent. Durant un an et demi, Mayotte subit un « blocus » organisé par le gouvernement du territoire et ne reçoit plus les aliments de base que de manière restreinte[4].
- 1963 
  - Ouverture du premier lycée à Moroni[2]
- 25 juillet 1966, transfert du trésor de Dzaoudzi à Moroni. Cheikh, chassé de Mayotte et humilié, prend une série de mesures vexatoires, il limite par exemple le nombre de barges reliant Petite et Grande terre
- Le 4 février 1967, Cheik force les quatre élus mahorais à la démission à la suite de l’assaut des chatouilleuses contre l'antenne de l'ORTF de Mayotte. Celles-ci protestaient contre un discours condescendant de Cheik envers elles et plus généralement envers les mahorais[5].
- 1968
  - Loi du 3 janvier 1968, Élargissement des compétences territoriales[6]
  - Création de la garde comorienne[7]
  - juin, Premières épreuves au baccalauréat[2]
- Décret du 4 septembre 1969 sur l'organisation des pouvoirs publics aux Comores
- 1972
  - le 31 janvier 1972, Pierre Messmer, ministre chargé de l'Outre-mer, et futur Premier ministre, déclare que si Mayotte souhaite rester française, elle le restera[8].
  - juin, chute du gouvernement de Said Ibrahim
  - Élections cantonales du 3 décembre 1972
  - Le 23 décembre 1972, résolution de l'assemblée territoriale concernant la prise d'indépendance
- Accords du 15 juin 1973 et loi du 24 novembre 1974
- Consultation du 22 décembre 1974, concernant l'indépendance
- 1975
  - Le 3 juillet 1975 le parlement français entérine la décision du Premier ministre Jacques Chirac concernant le maintien de Mayotte au sein de la République française.
  - Le 6 juillet 1975, prise d'indépendance unilatérale de l'État comorien.
  - Le 17 octobre 1975, Résolution 376 du Conseil de sécurité des Nations unies.
  - Le 31 décembre le territoire n'existe plus officiellement. Lui succède, uniquement sur l'île restant française, le nouveau territoire d'outre-mer de Mayotte.

## Parlementaires

### Sénateurs
- Jacques Grimaldi, conseiller de la République puis sénateur du 9 mars 1947 au 26 avril 1959[9] ;
- Ahmed Abdallah du 26 avril 1959 au 9 janvier 1973[10] qui deviendra le premier président des Comores ;
- Saïd Mohamed Jaffar du 8 avril 1973 au 6 novembre 1975[11]

### Députés
- Liste des députés du Territoire des Comores

### Conseil général des Comores
Créé le 9 mai 1946, il a plus de pouvoir qu'un conseil général en France.

## Les institutions

Drapeaux des Comores
Adoption du statut de territoire d'Outre-mer
Adoption du drapeau par le gouvernement du conseil en 1963

## Économie
L'économie de l'archipel est dominée par celle de la Société Comores Bambao, ancienne société coloniale de Bambao. En 1936, elle gérait la plus grande partie des terres arables de l'archipel et disposait d'un monopole d'implantation pour les sociétés non-autochtones.
Déjà en 1960, les Comores n'étaient plus alimentairement autosuffisant, les biens alimentaires représentait 30 à 35 % des importations en 1963.
En 1974, les exportations du territoire, essentiellement de la vanille, du coprah, de l'ylang-ylang et de la girofle représentaient 1,5 milliard de francs CFA tandis que les importations étaient de 3 milliards de francs CFA. Les aliments de base étaient subventionnés même si, par exemple, les députés Ahmed Mohamed, Ahmed Abdallah et le chiite ismaélien Abdul Rassul Kalfane se partageaient le fructueux monopole d'importation du riz,.